# Cecropia maxima
Cecropia maxima là loài thực vật có hoa trong họ Tầm ma. Loài này được Snethl. mô tả khoa học đầu tiên năm 1923.